# فرودگاه کارامی
فرودگاه کارامی (به انگلیسی: Karamay Airport) یک فرودگاه همگانی با کد یاتا KRY است که یک باند فرود آسفالت و بتن دارد و طول باند آن ۲۶۰۰ متر است. این فرودگاه در کشور چین قرار دارد و در ارتفاع ۳۳۴ متری از سطح دریا واقع شده است.

## شرکت‌های هواپیمایی و مقصدهای پروازی
| شرکت‌های هواپیمایی   | مقصدهای پروازی                  |
| ------------------- | ------------------------------- |
| ایر چاینا           | پکن، ینینگ                      |
| هواپیمایی جنوبی چین | اورومچی دیووپو                  |
| شانگهای ایرلاینز    | شانگهای هونگچیائو، ژنگژو سین‌ژنگ |